# Staurodesmus clepsydra
Staurodesmus clepsydra  là một loài Song tinh tảo trong họ Desmidiaceae, thuộc chi Staurodesmus.